# Нана Сагіб
Нана Сагіб (19 травня 1824 — ?) — один з лідерів повстання сипаїв 1857 року, за різними даними, відіграв роль у двох винищеннях британських військ і цивільних осіб. Будучи прийомним сином засланого пешви Маратхської конфедерації Баджі Рао II, намагався відновити конфедерацію та владу пешв. Національний герой країни через його боротьбу проти британських колонізаторів.

## Життєпис
1827 року його всиновив пешва Маратхської конфедерації. Пізніше Британська Ост-Індійська компанія заслала Баджі Рао II до містечка Бітур, неподалік від Канпура, де й виріс Нана Сагіб.
Близькими друзями Нани Сагіба були Тантія Топі й Азімулла-хан. Тантія Топі був сином Пандуранга Рао Топі, знатного дворянина при дворі пешви Баджі Рао II. Після вигнання останнього до Бітура туди ж переїхав і Пандуранг Рао разом зі своєю родиною. Після смерті пешви 1851 року Азімулла-хан став секретарем при дворі Нани Сагіба.
Британський генерал-губернатор Індії, лорд Дальгузі, розробив та застосовував на практиці доктрину про завершення терміну повноважень, відповідно до якої будь-яке князівство чи територія, що перебувала під прямим впливом (приматом) Британської Ост-Індійської компанії як васальна держава, автоматично анексувалась, якщо правитель виявляв «відверту некомпетентність або помирав, не залишивши прямого спадкоємця». Останній пункт перекреслював давнє право індійських правителів, які не мали спадкоємця, самим обирати собі наступника. На додачу самі британці визначали, чи є достатньо компетентним майбутній правитель. Індійці ж розглядали доктрину та її додатки як незаконні.
На той час Компанія мала абсолютну, імперську адміністративну владу над багатьма регіонами субконтиненту. Застосовуючи ту доктрину, Компанія підкорила собі князівства Сатара (1848), Джапур і Самбалпур (1849), Наджпур і Джансі (1854). 1856 року британці захопили владу над князівством Ауд, заявивши, що місцевий правитель не править належним чином. Окрім того, застосовуючи доктрину, Компанія заробила додатково чотири мільйони фунтів стерлінгів за рік. Зі зростанням влади Британської Ост-Індійської компанії шари індійського суспільства, як і збройні сили виявляли все більше невдоволення. Під час повстання 1857 року вони долучились до представників повалених династій.
Після всиновлення Нана Сагіб став спадкоємцем престолу та мав отримувати щорічне утримання у 80 тисяч фунтів від Компанії. Однак після смерті Баджі Рао II Компанія припинила виплату утримання, мотивуючи тим, що Нана Сагіб не був кровним спадкоємцем. 1853 року Нана Сагіб відрядив до Англії свого посланця Азімуллу-хана, щоб той зробив заяву перед британським урядом. Однак Азімуллі-хану не вдалось домогтись виплати утримання й 1855 року він повернувся до Індії.

### Повстання сипаїв
З початком повстання у Канпурі Нана Сагіб увійшов на територію британської бази й оголосив про свою участь у повстанні, намірі бути васалом імператора Бахадур Шаха II і про бажання відновити владу пешв у Маратхській конфедерації. Він зібрав потужне військо й атакував британців, які утримували імпровізоване укріплення у південній частині Канпура. Однак повстанцям не вдалось захопити укріплення прямим штурмом. Нана Сагіб надіслав генералу Віллеру дві пропозиції про здачу укріплення, гарантуючи безпечний прохід до Аллахабада. Британці, які потерпали від спеки, спраги, голоду, хвороб і втрат, погодились. 27 червня британці вийшли з укріплення, але під час посадки на човни чоловіки були винищені майже поголовно, врятуватись удалось тільки чотирьом військовикам. 120 дітей і інок були взяті в полон. 15 липня 200 жінок і дітей були вирізані. Деталі того інциденту дотепер невідомі. Низка авторів наполягають на тому, що Нана Сагіб погодився на різанину тільки під загальним тиском своїх наближених. За твердженням деяких джерел безпосередній наказ про вбивство жінок і дітей віддав Азімулла-хан.

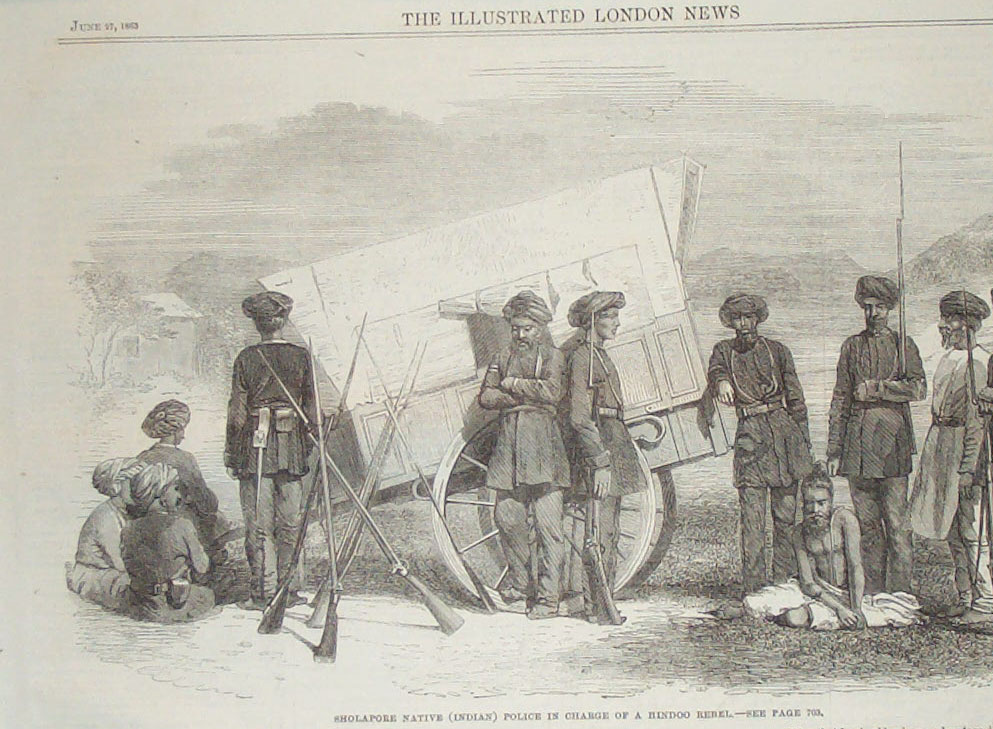
Шулапурська поліція у пошуках індійських заколотників

16 липня 1857 року війська Компанії досягнули Канпура. Генерал Гевелок мав інформацію, що Сагіб перебував у селі Ахірва. Сили Гевелока атакували й розбили військо Сагіба. Останній підірвав склад у Канпурі й відступив до Бітура. Коли британські солдати довідались про різанину у Бібігарі, вони відповіли насильством — грабували та спалювали будинки. 19 липня генерал Гевелок захопив Бітур, утім Нана Сагіб уже втік звідти. Британці без бою взяли палац Нани Сагіба у Бітурі, захопили гармати, слонів і верблюдів, після чого підпалили палац.
Сагіб зник після захоплення Канпура силами Компанії. Тантія Топі зібрав велику армію, що в основному складалась із повстанців Гвалурського контингенту, та спробував у листопаді 1857 року захопити Канпур. Йому вдалось встановити контроль над усіма дорогами на захід і на північний захід від Канпура, утім, пізніше він був розбитий під час другої битви за Канпур.
У вересні 1857 року, за повідомленнями, Нана Сагіб помер від малярії, однак, той факт є сумнівним. У червні 1858 року у Гвалурі рані Лакшмі Баї, Тантія Топі й Рао Сахеб (близький родич Нани Сагіба) проголосили Сагіба своїм пешвою. 1859 року, за повідомленнями, Сагіб утік до Непалу. У лютому 1860 року британці отримали відомості, що дружини Сагіба знайшли притулок у Непалі, оселившись у будинку неподалік від Тапатали, сам Сагіб, судячи з повідомлень, жив у непальській глибинці.
Доля Сагіба залишається неясною. До 1888 року з'являлись чутки, що він потрапив у полон, британці отримували доноси на різних осіб, які, ніби, були Наною Сагібом. Усі ті доноси виявлялись неправдивими, й подальші спроби арешту Нани Сагіба було облишено. Ходили чутки, що його бачили у Константинополі.

## У культурі
Дія роману Жуля Верна «Кінець Нани Сагіба» (також опублікований під назвою «Паровий будинок. Подорож Північною Індією») відбувається в Індії за десять років після повстання сипаїв та базується на повідомленнях про Нану Сагіба того періоду.
Хоч про таке й не йдеться прямо у книгах автора, на думку багатьох, саме Нана Сагіб став прямим прототипом одного з найвідоміших персонажів Верна — принца Даккара, який порвав з більшою частиною людства й подорожував під водою під іменем капітана Немо. Така версія його походження відображена в частині екранізацій роману «Двадцять тисяч льє під водою», зокрема у трисерійному радянському фільмі «Капітан Немо», де його роль зіграв Владислав Дворжецький.
У романі The Devil's Wind індійського письменника Манохара Малгонкара надається позитивна оцінка життя Нани Сагіба до, під час та після повстання.
Також на біографії Нани Сагіба й історії повстання базується третя кампанія доповнення до гри «Age of Empires III: The Asian Dynasties». Там Нана Сагіб присутній під іменем Наніб Сахір.

## Пам'ять
Після проголошення незалежності Індії Сагіб був проголошений борцем за свободу. На честь нього та його брата Бала Рао було збудовано парк Нана Рао в Канпурі.